# Berlinska Filharmonija (zaklada)
 Ovo je glavno značenje pojma Berlinska Filharmonija (zaklada). Za informacije o orkestru pogledajte Berlinski filharmoničari.
Berlinska Filharmonija (njem. Berliner Philharmonie ili samo Philharmonie ↓1) na Kemperovu trgu (Kemperplatz) u gradskoj četvrti Tiergarten središnjega berlinskoga okruga (Bezirk Mitte) dom je Berlinskih filharmoničara. Velika koncertna dvorana Filharmonije povezana je s manjom susjednom dvoranom za koncerte komorne glazbe (Kammermusiksaal).

## Povijest
Staru zgradu berlinske Filharmonije, jedno 1888. godine preuređeno dvoransko koturaljkalište, razrušili su britanski bombarderi 30. siječnja 1944. (na samu 11. godišnjicu Hitlerovog proglašenja njemačkim kancelarom). Stoga su u godinama nakon Drugoga svjetskog rata Berlinski filharmoničari svoje koncerte najčešće održavali u dvorani kina Titania (Titania-Palast), a tonska snimanja u evangeličkoj crkvi Isusa Krista (Jesus-Christus-Kirche) u berlinskoj četvrti Dahlem.
Novu zgradu Filharmonije projektirao je njemački arhitekt Hans Sharoun. Njezina je izgradnja bila započeta 1960. godine, a radovi su dovršeni tri godine kasnije. Nova je Filharmonija svečano otvorena i posvećena 15. listopada 1963. Dvadesetak godina kasnije, u razdoblju od 1984. do 1987. godine, započeta je i dovršena izgradnja susjedne manje koncertne dvorane. Nju je, u skladu sa Sharounovim planovima iz 1971. godine, 1979. projektirao Sharounov dugogodišnji suradnik Edgar Wisniewski. Obje su ove zgrade, odnosno koncertne dvorane – zajedno s Novom nacionalnom galerijom (Neue Nationalgalerie), Državnim institutom za glazbena istraživanja (Staatliches Institut für Musikforschung), Muzejom glazbala (Musikinstrumenten-Museum) i Berlinskom državnom knjižnicom (Staatsbibliothek zu Berlin) – dio novoga Kulturnog centra (Kulturforum), koji je izgrađen u blizini poznatoga berlinskoga Potsdamskog trga (Potsdamer Platz).

## Arhitektura
Nova zgrada berlinske Filharmonije nepravilnog je osmerokutnog oblika, a svojim izgledom pomalo podsjeća na američki Pentagon ili cirkuski šator. Sjedala za publiku – svako od njih na zasebnoj visini – u obje su koncertne dvorane (velikoj i maloj) raspoređena unutar pregrađenih loža uzlazno i prstenasto sagrađenih uokolo koncertnoga podija, čime je svakom slušatelju omogućen podjednako dobar pogled na pozornicu i izvođače. Lothar Cremer, njemački stručnjak za akustiku, predložio je takav nepravilan oblik obiju zgrada, odnosno koncertnih dvorana: u suradnji s berlinskim Tehničkim sveučilištem (Technische Universität Berlin) svoju je ideju sproveo u jedinstveno i originalno prostorno rješenje, koje doista svakom posjetitelju, odnosno slušatelju omogućuje savršeni akustički glazbeni doživljaj. Iznad koncertnoga podija obješeni su parabolični hiperboloidni reflektori i brojne akustičke pregradne i usmjerivačke ploče, kojima je postignuto ujednačeno rasprostiranje zvuka u dvorani i njegov optimalan odjek. ↓2 Velika dvorana Filharmonije ima 2440, a mala 1180 sjedećih mjesta.
Spomenuta su prostorna i akustička rješenja poslužila i kao model prilikom kasnije izgradnje još nekih koncertnih dvorana ili opernih kuća poput Opere u Sydneyu (1973.), Koncertne dvorane Boettcher u Denveru (1978.), nove dvorane Gewandhaus u Leipzigu (1981.) i Koncertne dvorane Walt Disney u Los Angelesu (2003.).